# فیات اونو
فیات اونو (Fiat Uno) خودرویی است که در سال‌های ۱۹۸۳ تا ۱۹۹۵ (ایتالیا)-۱۹۸۳-کنون (آمریکای لاتین)-۱۹۹۵-۲۰۰۳ (مراکش)۲۰۱۰-اکنون (آمریکای لاتین)در تورین، ایتالیا، کیپ‌تاون، آفریقای جنوبی، برزیل، بورسا، ترکیه، اکوادور، کازابلانکا، بوئنوس آیرس، آرژانتین، تولید شده‌است.طراحی آن خودروهای موتور جلو-محور جلو بوده است.